# Cueva de la Joquera
La cueva de la Joquera también conocida por la Cova de l'Albaroc, está situada en el término de Borriol (Provincia de Castellón) en España. Figura dentro del epígrafe “Art Rupestre de l’Arc Mediterrani de la península Ibèrica”, de emplazamientos de pintura rupestre que en 1998 fueron declarados Patrimonio de la Humanidad por la Unesco. Las pinturas están datadas con una antigüedad de 10 000 años. La figura más destacable es el “El Guerrero” o “El Bruixot” como se le conoce localmente (traducción: el Brujo).   

## Historia

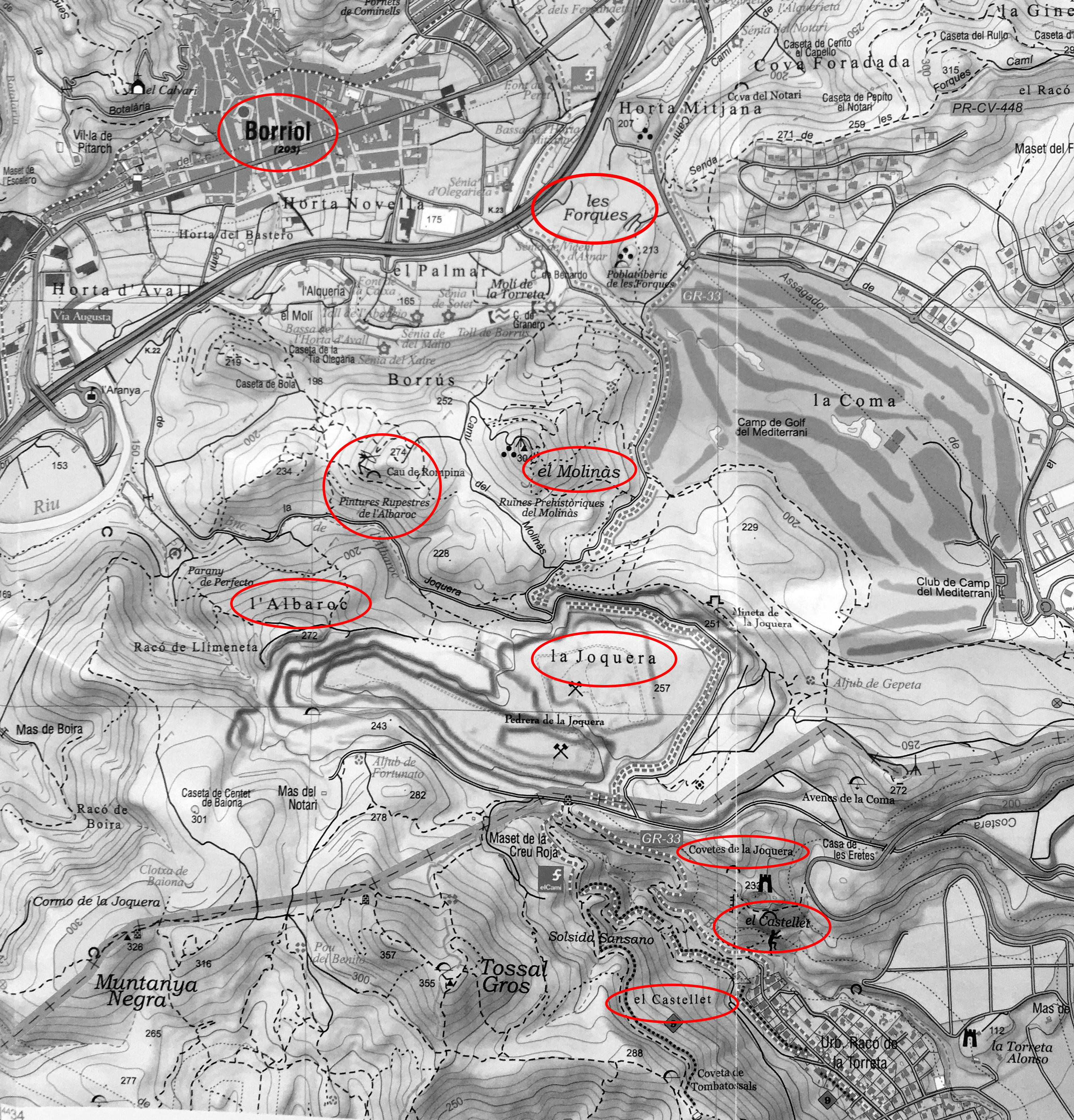
Contexto geográfico de otros hallazgos geográficos en el término de Borriol

Las pinturas rupestres de la Joquera o de l'Albaroc fueron descubiertas el 18 de mayo de 1930, por el pintor Joan Baptista Porcar Ripollés en el término de Borriol. El calco que realizó de los dibujos se publicó en el Boletín de la Sociedad Castellonense de Cultura en 1932.
En aquellos tiempos, la Joquera fue el camino de paso entre Borriol y Castellón de la Plana. En 1923, un grupo de arqueólogos, entre ellos Francisco Esteve Gálvez, realizaron una exploración por la zona del Tossal del Castellet, donde encontraron cuatro sepulcros, aunque solo obtuvieron restos de cierta importancia en dos de ellos. 
En otro promontorio cercano, conocido como Les Forques, se constituyó un poblado ibérico del que se pueden observar parte de su estructura al tiempo que se han hallado restos de cerámica y algunos utensilios.

## Descripción de las pinturas

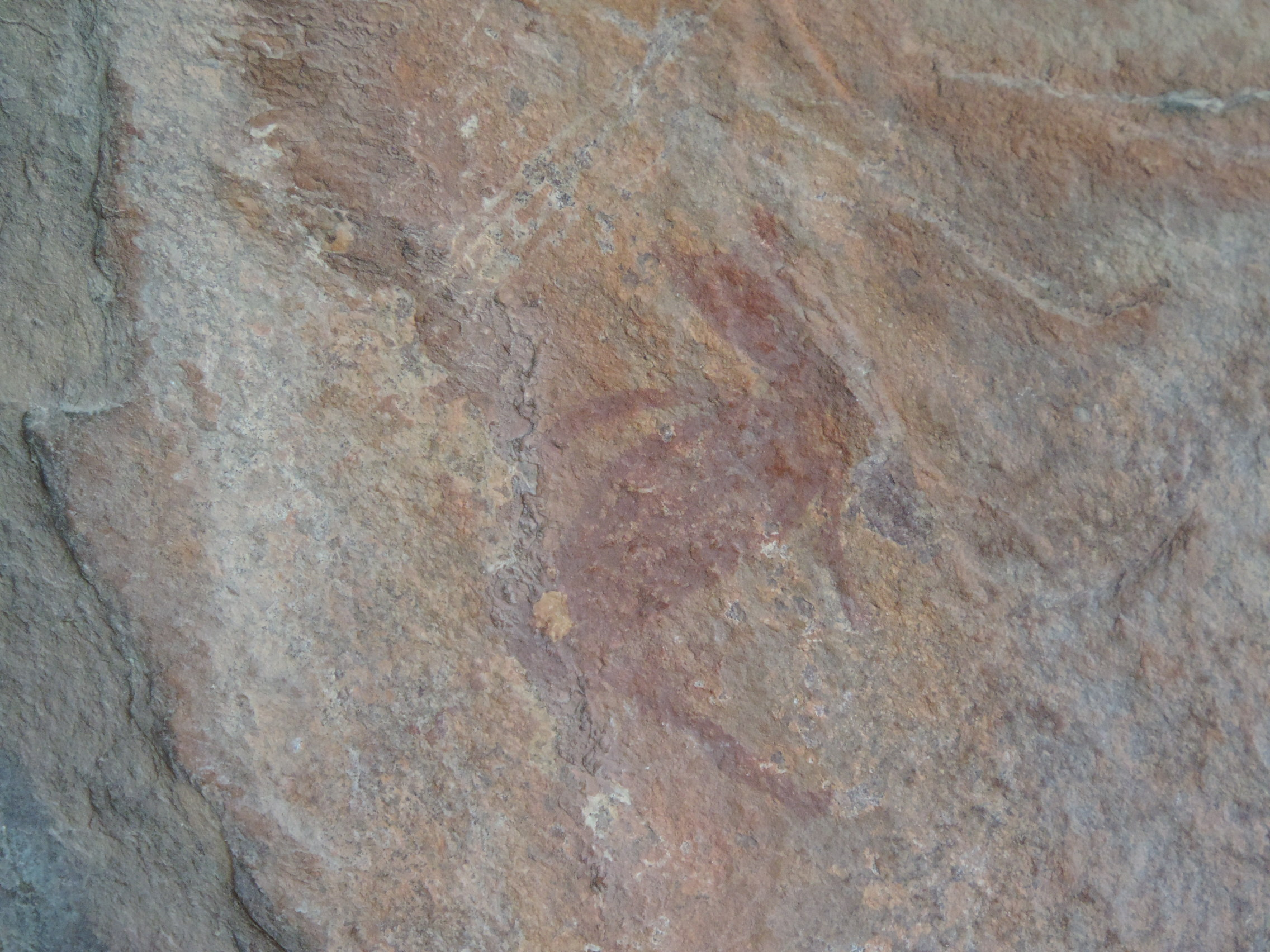
El Arquero de la Joquera o "el Bruixot"

Una de las peculiaridades de esta pintura rupestre es ser la más cercana al mar de todas las encontradas de la provincia de Castellón. Concretamente a nueve kilómetros del Mar Mediterráneo. Las pinturas cobijadas en la Cova de la Joquera pertenecen al arte rupestre levantino. Las figuras son esquemáticas. Técnicamente se utilizó la tinta plana y monocroma de color rojo con la que representaban el volumen. Al estar sobre la arenisca rosada de la piedra de rodeno, resulta difícil diferenciar bien las formas. 
A nivel temático, destaca la figura del Guerrero, Arquero o Bruixot, con un tamaño de 11 cm de altura. Lleva un tocado con dos puntas (o quizás dos plumas) y sobre la mano una vara o una flecha. Se trata de una figura dinámica con las piernas abiertas que acentúan el movimiento. Esto es una convención gráfica característica del arte levantino del neolítico. Por el volumen del tronco y las extremidades inferiores cortas, algo alejadas del naturalismo de representación anteriores, la figura se enmarcaría dentro de lo que se denomina Horizonte estilístico tipo Cingle. Esto también se confirma con la disminución progresiva del tamaño de las figuras.
De las pinturas solo se conservan el guerrero que se dirige hacia otras dos figuras que quedan a su derecha y de las que solo se aprecian fragmentos. Una con torso y cabeza de un hombre y otra que parece parte de un animal. 

## Marco geográfico

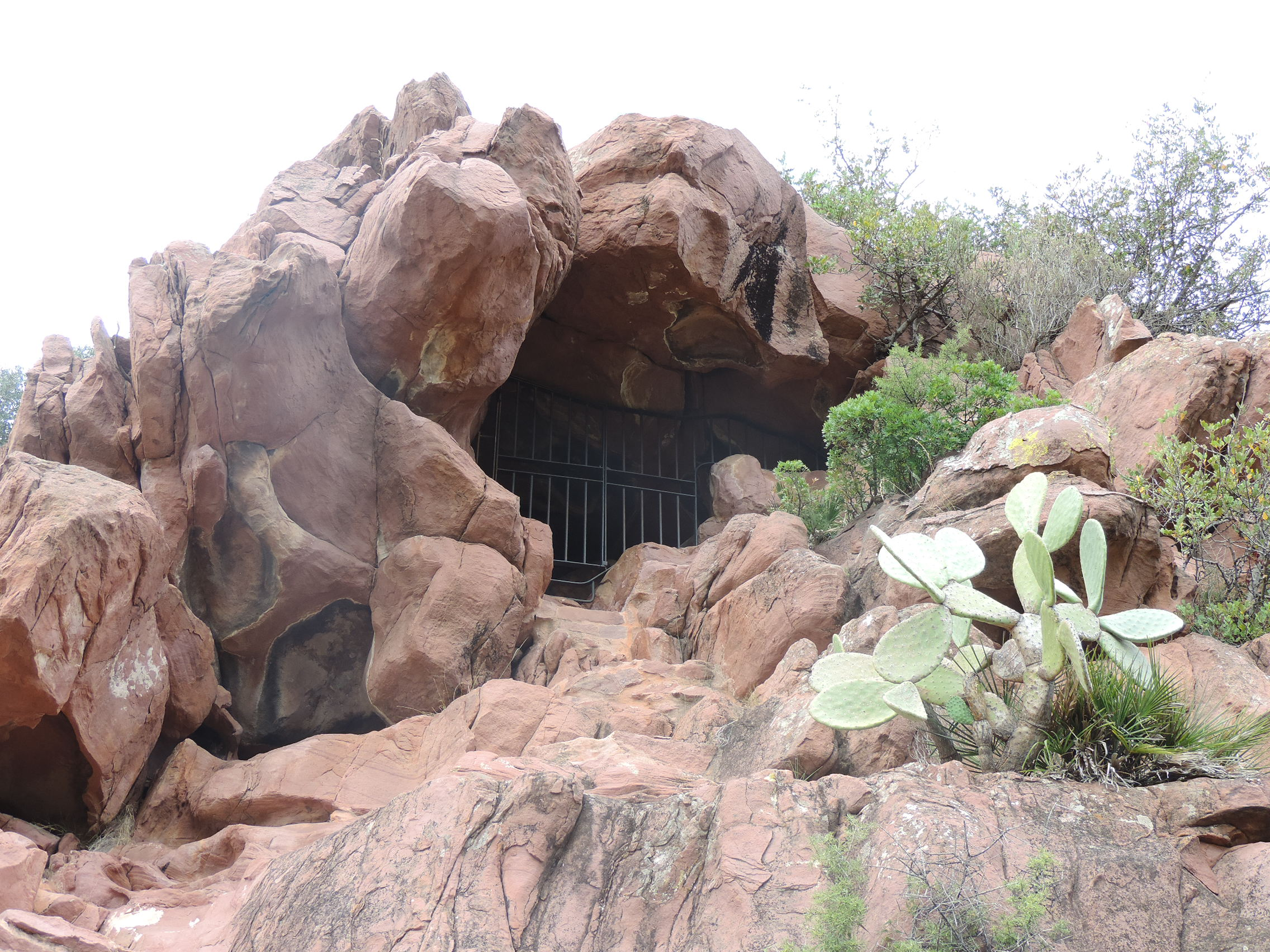
Entrada a las pinturas rupestres de la Joquera o de l'Albaroc

Es una cueva de abrigo, situada en la cima del barranco de l'Albaroc, en el camino de la Joquera. En el término municipal de Borriol Castellón de la Plana. A unos 248 metros sobre el nivel del mar. 
Está orientada al suroeste y excavada en bloques de rodeno rosado, con una profundidad de alrededor de 4 m, una altura de 1'90 en la entrada y una amplitud de 2 m. 
Está situada cerca del río Borriol, y de otros enclaves de interés como dos pequeños poblados antiguos conocidos como el Castellet y el Molinás. 

La partida de la Joquera es cabecera del barranco de la Torre de Alonso y en una de sus laderas se encuentra con el torrente de l'Albaroc que discurre en dirección contraria. Las dos vertientes tienen diferente orientación y naturaleza del suelo.
"Mientras al oeste domina lo triásico, ya sean duras areniscas rojas o compactas y oscuras calizas, con algunos retazos de yesos y margas, a levante nos encontramos con un roquedo bastante más uniforme: delgadas capas de arenisca blanca muy deleznable, arcillas amarillentas y, sobre todo, potentes bancos calcáreos ricos en fósiles característicos de un mar poco profundo del Cretáceo inferior".
Al igual que otros abrigos y cuevas del arco rupestre mediterráneo, éstas se suelen orientar hacia el sur, cerca de barrancos desde donde divisar, para la cacería, las manadas de animales que van a beber al río.